# União Socialista das Mulheres da Coreia
A União Socialista das Mulheres da Coreia (em coreano:  조선사회주의녀성동맹; anteriormente União Democrática das Mulheres da Coreia, UDMC; em coreano: 조선민주녀성동맹) é uma organização de massa para mulheres na Coreia do Norte. Fundada em 1945 como a Liga Democrática das Mulheres da Coreia, é a mais antiga e uma das organizações de massa mais importantes do país. A União tem comitês em todos os níveis das divisões administrativas da Coreia do Norte, desde ri (aldeia) até as províncias.
A filiação foi restrita às mulheres que não são membros de nenhuma outra organização de massa. Como resultado, os membros do sindicato são efetivamente compostos por mulheres que não trabalham fora de casa. A União representa nominalmente essas mulheres, mas na realidade é utilizada para a implementação de políticas governamentais. A União desempenhou um papel importante na concretização da Igualdade de género e no aumento da participação política das mulheres na Coreia do Norte. Em seus primeiros dias após sua fundação em 1945, a União tinha bem mais de um milhão de membros, em comparação com seus atuais membros de cerca de 200 000 a 250 000. Sua influência foi reduzida desde as reformas econômicas do início dos anos 2000.
O cargo de presidente geralmente é conferido à mulher mais poderosa da Coreia do Norte.[carece de fontes?]  Presidentes anteriores incluem Kim Sung-ae, esposa do ex-líder do país Kim Il-sung. A presidente atual é Jang Chun-sil.
A União dirige uma editora que publica uma revista mensal chamada Mulher Coreana.

## História
O ramo norte-coreano da União, a Liga Democrática das Mulheres da Coreia, foi estabelecido em 18 de novembro de 1945 como parte de um esforço do Bureau do Partido dos Trabalhadores da Coreia para inscrever o maior número possível de pessoas como membros de organizações de massa controladas pelos comunistas na parte norte da Península Coreana. Foi a primeira organização de massas fundada com um segmento particular da sociedade em mente. A sua tarefa inicial era reunir espontaneamente organizações regionais de mulheres formadas sob o seu controle. A União realizou seu primeiro congresso em 10 de maio de 1946. Naquela época, tinha 800 000 membros em filiais em 12 cidades, 89 condados e 616 distritos. No final de 1946, quase uma em cada cinco mulheres do país eram membros da União, uma vez que o número de membros aumentou para 1 030 000.
No seu início, a União trabalhou para promulgar leis relativas à igualdade entre os sexos, bem como para trazer as mulheres para a política. Quando as eleições locais da Coreia do Norte de 1946, primeiras eleições democráticas no país, se aproximaram, muitos homens se opuseram às mulheres que concorriam ao Comitê Popular da Coreia pós-guerra. Em resposta, Kim Il-sung realçou o papel da União. Alguns dos objetivos políticos da União tinham a ver com o apoio aos comunistas, em vez de focar especificamente nas questões das mulheres. A plataforma da União consistia em apoiar o Comitê Popular Provisório da Coreia do Norte e Kim Il-sung para a liderança do país, bem como se opor ao "fascismo", "traidores", costumes feudais e superstições. Nominalmente, a União representava toda a Península, mas na realidade tinha poucas ligações com as mulheres do sul.
Em 1947, a União tinha 1,5 milhão de membros. A grande maioria delas, cerca de 73%, eram camponesas, enquanto 5,3% eram trabalhadoras, 0,97% eram intelectuais e os 20% restantes incluíam todos os outros, como donas de casa.
As filiais do Norte e do Sul foram fundidas em 20 de abril de 1951. As histórias oficiais da Coreia do Norte datam as origens da presente organização em dezembro de 1926 ou janeiro de 1951, embora ambos os relatos sejam contestados. Mais recentemente, a União conseguiu aumentar o número de mulheres em empregos na indústria. As reformas econômicas do início de 2000, que permitiam que as pessoas buscassem lucros, enfraqueceram o alcance ideológico da União, cuja filiação de donas de casa agora estava ocupada no mercado. Apesar disso, continua sendo uma das organizações de massa mais importantes do país.
No Sexto Congresso da União em 17–18 de novembro de 2016, o nome foi mudado para União Socialista das Mulheres da Coreia.

## Organização
A adesão é reservada para aquelas que não são membros do Partido dos Trabalhadores da Coreia ou de qualquer outra organização de massa, que é o caso das mulheres que não trabalham fora de casa. Esta característica da União a torna única em todo o mundo. Essa prática foi adotada na década de 1960. No início, a adesão era reservada para mulheres com idades entre 18 e 61. Hoje em dia, mulheres entre 31 e 60 anos são elegíveis para adesão, embora se uma mulher casar e se tornar dona de casa, ela é elegível independentemente da idade. Ultimamente, mesmo as aposentadas tem sido forçadas a participar das atividades da União. Oficialmente, a União representa mulheres que não são membros de nenhuma outra organização de massa, mas na realidade é usada para repassar as decisões do governo da Coreia do Norte e para a mobilização política.
Há um comitê afiliado à União para cada divisão administrativa da Coreia do Norte, desde o ri (aldeia) até o nível provincial. A União tem cerca de 200 000–250 000 membros. No sistema de trabalho Taean, há uma representante do Sindicato sob o cargo de Secretária-Chefe do local de trabalho, que por sua vez é responsável pelo local de trabalho do Comitê do Partido.
O Comitê Central da União realiza sessões plenárias duas vezes por ano. A União é membro da frente popular Frente Popular Democrática pela Reunificação da Pátria.
A União dirige uma editora, Chosǒn Yǒsǒngsa, que, desde setembro de 1946, publica a revista Mulher Coreana (em coreano: 조선녀성; MR: Chosŏn Yŏsŏng). Ela começou a aparecer regularmente em 1947 e foi publicada mensalmente até 1982, quando a publicação passou a ser bimestral.

### Presidentes

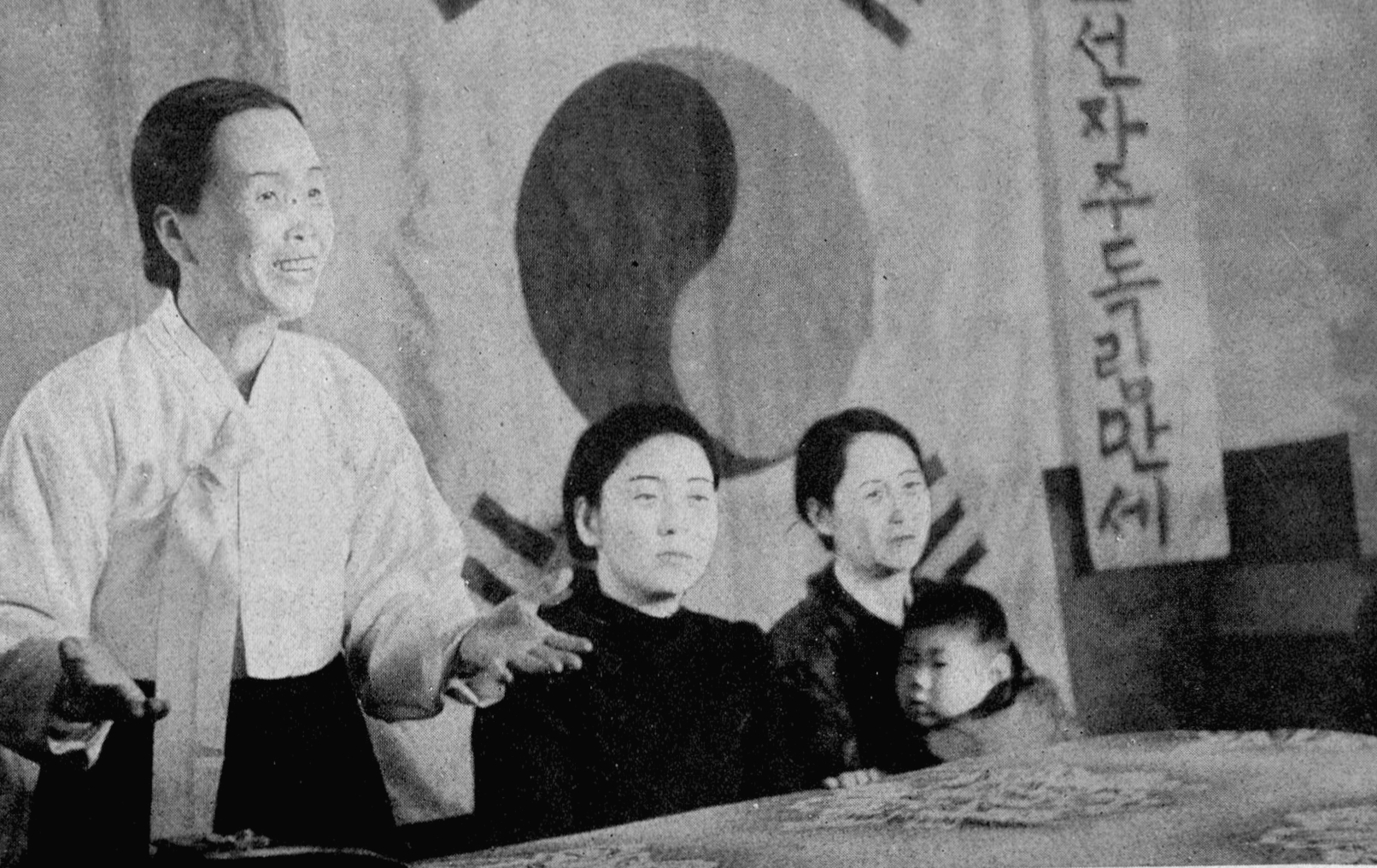
Pak Chong-ae, a primeira presidente do Comitê Central da União da Coreia do Norte, fala em um comício para as eleições locais na Coreia do Norte realizadas em 3 de novembro de 1946

O cargo de presidente da União é tradicionalmente conferido à mulher mais poderosa da Coreia do Norte.
A primeira presidente do Comitê Central da União da Coreia do Norte foi Pak Chong-ae. Sua vice-presidente era Ahn Sin-ho. Sob Pak, que serviu até 1965, a União não era diferente das organizações de mulheres em outras partes do mundo. Só mais tarde adquiriu feições totalitárias.
Pak foi sucedida por Kim Ok-sun, esposa do ex-guerrilheiro Choe Kwang. Quando seu marido foi expurgado em 1969, Kim também foi deposta.
Ela foi sucedida por Kim Sung-ae, a segunda esposa do líder norte-coreano Kim Il-sung e ex-vice-presidente da União, em 1972. Ela deu à União sua forma totalitária atual. É possível que ela tenha usado sua posição para promover seus filhos Kim Pyong-il e Kim Yong-il para suceder Kim Il-sung, ao contrário de Kim Jong-il do primeiro casamento de Kim Il-sung. A União perdeu muito de sua importância depois que Kim Jong-il conseguiu suceder seu pai, e Kim Sung-ae renunciou ao cargo em 25 de abril de 1998.
Pensou-se que Kim Jong-il nomearia sua própria esposa, Ko Yong-hui, seguindo o precedente de seu pai, mas isso não aconteceu. Kim Sung-ae foi sucedida por Chon Yon-ok. A presidente atual é Jang Chun-sil. A predecessora de Jang desde outubro de 2000 foi Pak Sun-hui(que é filha de Pak Chong-ae). As atuais vice-presidentes são Hong Son-ok, Jong Myong-hui, e Wang Ok-hwan. A vice-diretora é Pak Chang-suk.